# Neudruck
Ein Neudruck ist ein erneuter Druck einer Briefmarke von originalen Druckstöcken und Druckformen, der nicht mehr für den Verkauf am Postschalter und zu Frankaturzwecken vorgesehen ist. Eine genaue Definition variiert in der Praxis je nach Sammelgebiet. In der Philatelie besteht der Unterschied zwischen Neudruck und Nachdruck darin, dass der Nachdruck nicht von originalem Material gedruckt wurde. Der Nachdruck ist immer einer Fälschung gleichzusetzen. Neudrucke sind auch von Postverwaltungen selbst veranlasst worden, um vollständige Schalterbogen zu dokumentieren oder die Neudrucke anderen Postverwaltungen zur Verfügung zu stellen. Neudrucke kann es auch postalisch korrekt verwendet geben, Nachdrucke sind immer Fälschungen.
Im weiteren Sinn werden amtliche und private Neudrucke unterschieden. Nach heutigen Begriffen sind private Neudrucke den Nachdrucken gleichzusetzen. Das trifft besonders auf Drucke zu, bei denen nicht mehr jeder Bestandteil des Druckmaterials original ist. Das sind zum Beispiel Nachgravierungen beim Tiefdruckverfahren oder der Ersatz von nicht mehr im Original vorhandenen Typen beim Hochdruckverfahren.
Im engeren und heutigen Sinn sind Neudrucke von staatlichen Postverwaltungen in Auftrag gegeben und von originalen Druckstöcken oder Druckplatten nach dem Ende der Frankaturgültigkeit hergestellt. Diese Definition findet sich in der Einführung aktueller Michel-Kataloge. Im Michel-Deutschlandkatalog werden die 1866 und 1867 hergestellten amtlichen Neudrucke der ersten Briefmarken von Baden aus dem Jahr 1850 als Neudrucke bezeichnet, obwohl die ursprünglichen Marken bis 31. Dezember 1871 gültig waren. Neudrucke von Thurn-und-Taxis-Briefmarken aus dem Jahr 1909 werden auch als Neudrucke bezeichnet, obwohl die Postverwaltung nicht staatlich war. Ebenso sind zwei Werte, die von neuen Platten gedruckt wurden, als Neudruck aufgeführt.